# Мадлен Шапсаль
Мадлен Шапсаль (1 вересня 1925 — 11 або 12 березня 2024) — французька письменниця та дочка Робера Шапсаля, сина політика Фернана Шапсаля та Марсель Шомон, яка шила сукні для Мадлен Віонне.

## Життєпис
Мадлен Шапсаль народилася в Парижі 1 вересня 1925 року. 1947 року вийшла заміж за французького журналіста та політика Жан-Жака Серван-Шрайбера з яким брала участь у створенні журналу новин L'Express. Була членкинею журі Prix Femina з 1981 по 2006 рік. Шапсаль померла у ніч з 11 на 12 березня 2024 року у віці 98 років.

### Романи
- 1973: Літо без пригоди /Un été sans histoire
- 1974: Je m'amuse et je t'aime
- 1976: Grands cris dans la nuit du couple
- 1979: Жінка у вигнанні /Une femme en exil
- 1980: Зрадливий чоловік /Un homme infidèle
- 1986: Дім Жад /La maison de jade
- 1987: Прощавай, кохання /Adieu l'amour
- 1988: Douleur d'août і Une saison de feuilles
- 1990: Le retour du bonheur і Si aimée si seule'
- 1991: На відвідування дітей і "La chair de la robe" /On attend les enfants and "La chair de la robe"
- 1992: Покинута жінка /La femme abandonnée і Mère et filles
- 1993: Сюзанна та провінція /Suzanne et la province
- 1994: L'Inventaire
- 1995: Щаслива жінка /Une femme heureuse
- 1996: Le foulard bleu і Reviens Simone
- 1997: Un été sans toi, Un bouquet de violettes, La maîtresse de mon mari та Les amoureux
- 1998: Cet homme est marié, La mieux aimée і Défense d'aimer
- 1999: L'Embellisseur, L'indivision і Meurtre en Thalasso
- 2000: Dans la tempête, Божественна пристрасть /Divine passion, J'ai toujours raison, Jeu de femme і Nos jours heureux
- 2001: Deux femmes en vue, La Femme sans, La Maison і Les chiffons du rêve
- 2002: L'amour n'a pas de saison і Nos enfants si gâtés
- 2003: La Ronde des âges
- 2005: Uncle à héritage і Les roses de Bagatelle
- 2006: Le Charme des liaisons and Affaires de cœur
- 2007: Un amour pour trois, La Femme à l'écharpe та Il vint m'ouvrir la porte
- 2008: C'est tout un roman, Une balle près de cœur і Méfiez-vous des jeunes filles
- 2009: Le Bonheur dans le mariage
- 2010: Мадлен Віонне ma mère et moi: L'éblouissement de la haute couture
- 2010: A qui tu penses quand tu me fais l'amour ?
- 2011: Deux sœurs і La Mort rôde

### Нариси
- 1960: Vérités sur les jeunes filles і Les Écrivains en personne
- 1963: Quinze écrivains : entretiens
- 1970: Les Professeurs pour quoi faire ? , з Мішель Мансо
- 1977: Жалюзі
- 1984: Envoyez la petite musique
- 1986: L'Élégance des années 50
- 1989: La Chair de la robe
- 1990: Le Retour du bonheur
- 1991: L'Ami chien
- 1993: Oser écrire
- 1994: Ce que m'a appris Франсуаза Дольто та Л'Інондасьон
- 1995: Une soudaine самотність
- 1996: La Femme en moi
- 1997: Ils l'ont tuée і Les Amis de passage
- 1998: Les Plus belles lettres d'amour
- 1999: Si je vous dis le mot passion et Trous de memoire
- 2002: Callas l'extreme і Conversations impudiques
- 2003: Dans mon jardin і Mes éphémères
- 2005: Le Certain âge
- 2007: Apprendre à aimer
- 2009: Мадлен Віонне

### Інтерв'ю
- 2002: Conversations impudiques, з Едуардом Серван-Шрайбером
- 2004: L'Homme de ma vie і Noces avec la vie
- 2006: Journal d'hier et d'aujourd'hui
- 2007: Виключення
- 2008: Journal d'hier et d'aujourd'hui II
- 2009: Journal d'hier et d'aujourd'hui III
- 2011: Ces voix que j'entends encore
- 2012: Девід

### Дитячі книжки
- 1971: Alphabêtes, Les Éléphants magiques, La Fleur du soleil, Le Poisson voyageur і Hop la ! dans un ciel de printemps
- 1972: Mimichat, Nourson і Le Chien jaune
- 1973: Річниця драконів
- 1978: Attention au loup !
- 2009: Bzzi-Bzzi полівка в прерії

### Театр
- 1985: Un flingue sous les roses
- 1989: Quelques pas sur la terre
- 1998: Combien de femmes pour faire un homme ? і En scenène pour l'entracte

### Поезія
- 1981: Божественна пристрасть
- 1996: Paroles amoureuses

### Аудіокнига
- 1986: La Maison de Jade, читає авторка

### Документальні фільми
- 1961: Le Temps du ghetto, Фредерік Россіф
- 1963: Mourir à Madrid, Фредерік Россіф
- 1967: Жовтнева революція Фредеріка Россіфа
- 1976: La Fête sauvage Фредеріка Россіфа
- 1991: Les Animaux, Фредерік Россіф

### Екранізації
- 1982: Une autre femme Елен Місерлі
- 1988: La Maison de Jade Надін Трінтіньян
- 1989: Une saison de feuilles Сержа Леруа
- 1992: La Femme abandonnée Едуарда Молінаро
- 1996: La Dernière fête П'єра Граньє-Деферра
- 1998: L'Inventaire Кароліни Юппер

### Нагороди
- «Офіцер Почесного Легіону»
- «Grand croix de l' ordre national du Mérite» (нагороду їй вручили в Єлисейському палаці  28 вересня 2011 року в присутності, зокрема, Ліліан Беттанкур)

## Переклади українською
2024 року у видавництві «Богдан» вийшов український переклад роману «Закохані». Перекладач — Віктор Мотрук.

## Зовнішні посилання
- Madeleine-Chapsal filmography